# Noel Teggart
Noel Samuel Teggart (* 19. Dezember 1941 in Belfast; † 6. August 1997 ebenda) war ein irischer Radrennfahrer.

## Sportliche Laufbahn
Teggart war Straßenradsportler. Er war Teilnehmer der Olympischen Sommerspiele 1972 in München. Im olympischen Straßenrennen wurde er als 40. klassiert. Im Mannschaftszeitfahren kam der Straßenvierer Irlands mit Liam Horner, Peter Doyle, Kieron McQuaid und Noel Teggart auf den 26. Platz. 1967 und 1972 gewann er die nationale Meisterschaft im Straßenrennen.
1968 wurde er 9. im Milk Race, 1969 26., 1972 40. und 1973 28. 1971 gewann er eine Etappe der Tour of Ireland. 1972 beendete er das Etappenrennen auf dem 10. Platz. Bei den UCI-Straßen-Weltmeisterschaften 1971 kam er im Rennen der Amateure auf den 47. Rang.